# Branislav Vicentić
Branislav Vicentić (cyr. Бранислав Вицентић; ur. 5 lipca 1971 w Belgradzie) – serbski koszykarz, który występował na pozycji silnego skrzydłowego.
Karierę rozpoczął w 1991 w zespole KK Bobanik Kraljevo. Następnie grał w KK Beobanka, skąd w 1998 przeszedł do beniaminka Polskiej Ligi Koszykówki AZS-u Lublin, w którym w ciągu dwóch sezonów osiągnął 16,0 średniej punktów i 38% skuteczności rzutów za trzy punkty.
We wrześniu 2000 został zawodnikiem Lokomotiwu Mineralnyje Wody, z którym występował w Pucharze Koracza. W styczniu 2001 odniósł kontuzję ręki, która wykluczyła go z gry na sześć tygodni. W sezonie 2001/2002 występował w Uniksie Kazań. Grał jeszcze w Bułgarii, na Cyprze i w serbskim Mega Ishrana, w którym zakończył karierę w marcu 2007.